# Alfredo Arrisueño Cornejo
Alfredo Arrisueño Cornejo (Arequipa, 29 de noviembre de 1915-Lima, ?) fue un militar y político peruano. General del Ejército del Perú. Fue ministro de Educación de 1968 a 1971, durante el gobierno militar del general Juan Velasco Alvarado.

## Biografía
Nació en Arequipa, siendo sus padres Luis Arrisueño Guillén y Margarita Cornejo Cuadros. Cursó su educación primaria en el Colegio San Ignacio de Arequipa, y la secundaria en el Colegio Nacional Nuestra Señora de Guadalupe de Lima.
Ingresó a la Escuela Militar de Chorrillos, de la que egresó en 1939 integrando la Promoción “Coronel Ruiz de Somocurcio”. Completó su formación en la Escuela Superior de Guerra del Ejército y en el Centro de Altos Estudios Militares (CAEM), del que egresó en 1965. Viajó a los Estados Unidos para perfeccionarse en la Escuela de Comandos y Estado Mayor de Fort Leavenworth, Kansas.
Fue instructor en la Escuela Superior de Guerra, subdirector y director de la Escuela de Caballería, jefe del Departamento de Operaciones del Estado Mayor General del Ejército, agregado militar en la embajada del Perú en Argentina, director de personal del Ejército, jefe de Estado Mayor y comandante general de la Región Militar N.º 1.
Era comandante de la División Blindada del Rímac cuando se involucró en el golpe de Estado que encabezó el general Juan Velasco Alvarado, en la madrugada del 3 de octubre de 1968. Dispuso entonces la salida de los tanques y vehículos motorizados con el objetivo de asaltar Palacio de Gobierno.
Formó parte del primer gabinete ministerial del gobierno militar del general Juan Velasco Alvarado, ocupando la cartera de Educación. Dicho gabinete estaba presidido por el general Ernesto Montagne Sánchez (que era a la vez el titular de Guerra) y juramentó en la tarde del mismo 3 de octubre de 1968.
Durante su gestión ministerial se reorganizaron los centros educativos en todo el país; se estableció el nuevo sistema de matrícula única; se realizó el censo nacional escolar de 1970; se establecieron las direcciones regionales de Educación y jefaturas zonales de Educación; se fundó el sistema nacional de la universidad peruana; se creó el Instituto Nacional de Deportes y Recreación; y se elaboró el proyecto de ley general de Educación, que contemplaba el uso de uniforme único.

## Condecoraciones
- Orden El Sol del Perú en el grado de Comendador[1]
- Orden Militar de Ayacucho en el grado de Gran Oficial.[1]
- Orden de Alfonso X el Sabio, por el ministerio de Educación de España (1969)
- Orden Cayetano Heredia en el grado de Comendador, por la Universidad Cayetano Heredia (1976).[1]

Recibió también condecoraciones de los gobiernos de Colombia, Venezuela, Argentina e Italia.